# یوکومو
یوکومو (انگلیسی: Yokomo) شرکت مهندسی ژاپنی است، که در سال ۱۹۶۵ تأسیس شد.